# Південно-західний відділ Російського географічного товариства
Південно-західний відділ Російського географічного товариства — складова Імператорського географічного товариства Російської імперії. Існував у 1873—1876 роках. Займався вивченням України — південно-західних земель імперії. Члени відділу проводили статистичні, географічні, історичні, етнографічні та лінгвістичні дослідження. Став осередком діяльності українофілів, через що був закритий російською владою.

## Створення
13 лютого 1873 року о 19 годині в будинку Державного банку відбулося перше засідання Відділу, на якому були присутні 17 членів-засновників: Микола Бунге, фон Бооль, Василь Шульгін, Павло Чубинський, Вільям Беренштам, Митрофан Константинович, Микола Яснопольський, Олександр Русов, Павло Житецький, В. Зайончевський, Д. Кравцов, Михайло Левченко, Микола Лисенко, Федір Вовк, Олександр Клоссовський.

## Склад

### Керівництво
Першим головою був Г. Ґалаґан, секретарем — П. Чубинський.
З 16 травня 1875 р. головою Відділу став В.Антонович, заступником — П.Чубинський; обов'язки секретаря з 7 лютого 1875 р. виконував О.Антипович.

### Члени Відділу
Основоположниками Товариства були здебільшого члени київської Старої Громади, серед них були: В. Антонович, В. Беренштам, Ф. Вовк, М. Драгоманов, П. Житецький, О. Лашкевич, М. Лисенко, О. Русов.
Всього за три роки свого існування Відділ об'єднав навколо себе сто вісімдесят два найкращих українських науковців та громадських діячів, більшість яких представляла Київську громаду. Відкриття подібної установи, за словами А. Катренка, дало «можливість громадівцям якоюсь мірою, так би мовити, „легалізувати“ свою науково-культурницьку працю, провадити її через офіційно діючу організацію, надаючи їй широкого розмаху».
Серед них особливо віддано на дослідницькій ниві працювали В. Антонович, В. Беренштам, Ф. Вовк, М. Драгоманов, М.Зібер, О.Русов, П.Житецький, О.Кістяківський, О.Клоссовський, М.Константинович, М.Лисенко, П.Чубинський та інш.

## Діяльність

### Статистично-географічні дослідження
Значним досягненням членів Відділу у напрямку статистико-економічного дослідження Південно-Західного краю та його населення стало проведення в Києві одноденного перепису 2 березня 1874 року, який засвідчив, що, число жителів у м. Києві становить 127251 чол. Це, за словами П.Чубинського, «на 50 % почти больше, чем считалось официально». Такі результати були схвально оцінені передовими вченими Російської імперії та самим царським урядом, що підтверджувало високий науковий статус Південно-Західного Відділу Імператорського Російського Географічного Товариства.
Найвидатнішою подією в науковому житті ПЗВ ІРГТ, новим етапом у його діяльності, стала участь у ІІІ Археологічному з'їзді, який був проведений у Києві в 1874 році. На цьому з'їзді Відділ, як говорить А.Кобилянський, «розгорнув перед усім вченим світом величезні духовні скарби українського народу».
В березні 1875 р. Товариство взяло участь у геогр. конгресі та виставці в Парижі.

### Українознавча робота
З перших днів свого існування Південно-Західний Відділ Імператорського Російського Географічного Товариства розгорнув активну культурно-освітницьку та науково-дослідну роботу. Важливе місце в ній посідала «широка наукова діяльність по вивченню сучасного й минулого українського народу», яка, на думку О.Лотоцького, мала «сприяти у протидії згубній колонізаторській політиці царського уряду щодо українського народу». Зазначимо, що, члени Відділу розуміли необхідність розвитку власної національної культури та духовності для піднесення рівня етнічної освіченості народу Початок розгортанню українознавчих студій ПЗВ ІРГТ поклала розробка етнографічної програми на основі якої проводився збір, обробка та розповсюдження матеріалів з української фольклористики (пісень, дум, балад, коломийок, колядок, прислів'їв, приказок, загадок та інш.), історії, мовознавства.
Найбільшим досягненням Відділу у цьому напрямі стало видання двотомника «Исторические песни малорусского народа», який склали та упорядкували М. Драгоманов та В. Антонович. Їхня сучасниця вчений-історик О. Єфименко високо оцінювала цю працю: «Это издание, получившее от Академии наук Уваровскую премию, можно назвать образцовым». Серед інших напрацювань Відділу варто згадати видання «Чумацких народных песен» І.Рудченка, до якого було додано ноти, упорядковані М.Лисенком та словничок чумацької термінології. Слід зазначити, що всі зібрані матеріали були відкриті для публіки шляхом утворення бібліотеки та етнографічного музею, поповнення фондів яких відбувалося за активної допомоги наукових товариств, громадських організацій, приватних осіб.
Важливим напрямком в українознавчій діяльності Південно-Західного Відділу Імператорського Російського Географічного Товариства була популяризація української народної музики, кобзарського співу. В цьому плані слід зауважити неодноразове влаштування концертів за участю бандуриста Остапа Вересая та постановку у 1874 році першої української опери «Різдвяна ніч» (музика М.Лисенко, лібретто М.Старицький). Ця постановка стала справжньою маніфестацією життєздатності української музичної та театральної культури.

### Видавнича діяльність
Відділ видав 2 томи «Записок» (1874—1875), в яких було вміщено праці О. Клосовського, В. Антоновича, О. Русова, М. Яснопольського, П. Чубинського, О. Роговича, Ф. Вовка, М. Лисенка, М. Драгоманова, М. Левченка й ін. Окремими додатками у «Записках» були опубліковані думи й пісні бандуриста О. Вересая, бібліографічний показник праць, присвячених природі Київського навчального округу (О. Роговича), матеріали Г. Купчанка про Буковину, зб. пісень тощо. Заходами Товариства були видані збірки чумацьких пісень І. Рудченка (1874), історичних пісень В.Антоновича і М. Драгоманова (1874—1875) і підготовлено видання українських народних переказів й оповідань М.Драгоманова (1876) та 3 томи творів М. Максимовича (1876—1880).
Серед інших наукових видань варто назвати «Киев и его предместья», «ІІІ Археологический съезд» та ін., які отримали схвальну оцінку у науковців, друкованих видань того часу.
Істотним кроком на шляху розвитку національної культури стало вшанування пам'яті видатного українського етнографа та історика Михайла Олександровича Антоновича (1804—1873). Члени Південно-Західного Відділу Імператорського Російського Географічного Товариства взяли активну участь у виданні тритомного зібрання його творів. Враховуючи скрутний фінансовий стан Відділу, таке рішення однозначно підтверджувало його статус розповсюджувача культурно-освітніх та національних ідей. Ідею залучення до національного руху найширших кіл молоді та безпосереднього звернення до насущних потреб українського народу діячі Відділу реалізували у серпні 1874 — липні 1875 рр. шляхом видання часопису «Киевский телеграф». З цього часу «Киевский телеграф» набув «прогресивного спрямування», наповнився численними матеріалами з етнографії, історії та мови українського народу.

## Закриття
Діяльність Відділу викликала постійне невдоволення з боку редакційної колегії газети «Киевлянин» — Віталія Шульгіна та Михайла Юзефовича, хвилювала царський уряд. В травні 1876 року була створена спеціальна урядова комісія, яка постановила: 
|  | запретить украинские издания, спектакли и концерты, закрыть Киевск[ий] отд[ел] Геграф[ического] общества (который перед тем получил 2 серебр[яных] медали от главы Петерб[ургского] общ[ества] и благодарность императора за производство однодневной переписи в Киеве и в 2/½ г. напечатал 4 тома материалов), воспретить жительство в укр[аинских] губерниях и в столицах Драгоманову и Чубинскому |

Царська влада не могла допустити існування подібної національної установи на теренах розвинутого промислового регіону, оскільки така установа, займаючись культурно-освітньою діяльністю, сприяла підвищенню рівня національної самосвідомості його населення, усвідомлення українцями власної етнічної неповторності та необхідності самостійного політичного розвитку, що вже б становило загрозу цілісності Російської імперії.